# کن مایرز
کن مایرز (انگلیسی: Ken Myers; ۲۶ اوت ۱۸۹۶ – ۱ ژوئن ۱۹۷۴) قایقران روئینگ اهل ایالات متحده آمریکا بود.